# Antal Steer
Antal Steer (ur. 10 października 1943 w Bratysławie) – węgierski zapaśnik walczący w stylu klasycznym. Dwukrotny olimpijczyk. Ósmy w Meksyku 1968 i szósty w Monachium 1972. Walczył w kategorii 68 – 70 kg.
Wicemistrz świata w 1967. Trzykrotny medalista mistrzostw Europy w latach 1966 – 1972 roku.
- Turniej w Meksyku 1968

Pokonał Stojana Apostołowa z Bułgarii, Eliseo Salugta z Filipin i Eero Tapio z Fnlandii, a przegrał z Muneji Munemurą z Japonii.
- Turniej w Monachium 1972

Wygrał z Alberto Bremauntzem z Meksyku, Takashi Tanoue z Japonii i Manfredem Schöndorferem z RFN, a przegrał z Sretenem Damjanovićem z Jugosławii.